# Euphaea decorata
Euphaea decorata – gatunek ważki z rodziny Euphaeidae.